# Київський інститут шляхетних дівчат

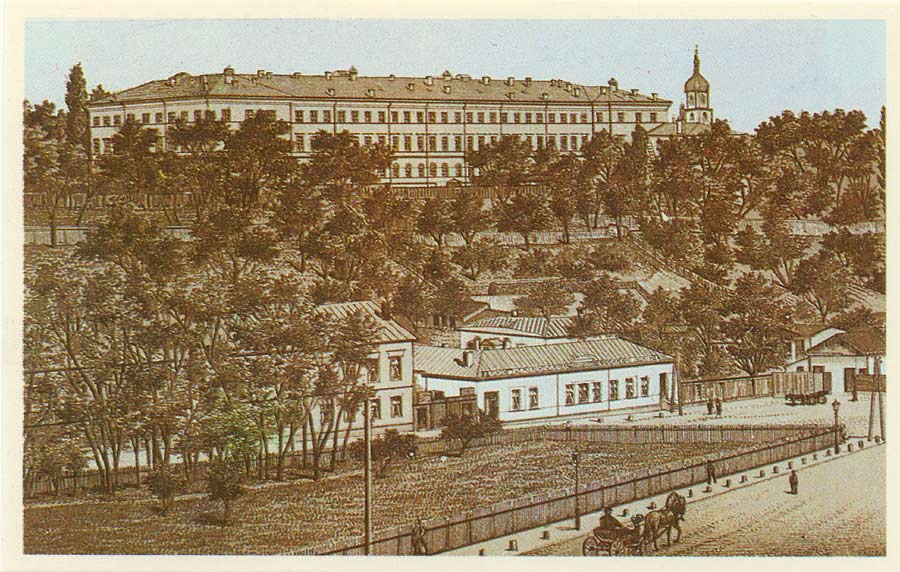
Київський інститут шляхетних дівчат

Ки́ївський інститу́т шляхе́тних дівча́т (панянок) — жіночий навчальний заклад, заснований в XIX столітті, який давав загальну освіту та естетичне й етичне виховання.
Випускниці інституту отримували право працювати виховательками в дворянських та купецьких родинах.
Будівля інституту — нинішній Міжнародний центр культури і мистецтв, зведена за проектом архітектора Беретті, належить до пам'яток столиці та символів міста.

## Історія
Споруда Інституту була власністю Київського дворянського зібрання.
Згідно зі статутом (затвердженим 5 листопада 1834 року), право на вступ мали дівчата, віком від 8 (на річний підготовчий курс) до 13,5 років. Вступали переважно з небагатих дворянських родин (їх утримували державним коштом), родин купців I гільдії та почесних містян (на початку XX ст. річна плата за навчання становила 350 крб.).
Відкритий 22 серпня 1838 р. заклад щороку в 30-50-ті рр. XIX ст. закінчувало 120—200 дівчат. Охочих навчатись було значно більше, адже це був єдиний подібний заклад у Київській та прилеглих до неї губерніях. 
Існував заклад до 1918 року, коли більшовики забрали будівлю для Вищого військового училища, у 1930-ті роки тут розмістилося НКВС. Під час війни стара чотириповерхова будівля згоріла.

## Особливості навчання
Навчання тривало 6 років (три класи по два роки), 11 місяців на рік (канікули в липні).
Інститут як закритий навчальний заклад забезпечував своїм вихованкам повний пансіон (житло, харчування, побутові послуги), але й вимагав дотримання режиму, що суворо контролювалося.
Навчальну програму становили такі курси: Закон Божий, російська, польська, німецька та французька мови, російська література, географія, історія, (спрощено) фізика та математика, малювання, музика, церковний спів, домогосподарство та рукоділля. Слід зазначити, що Закон Божий подавався, залежно від віросповідання учениці, з точок зору православ'я, католицизму, лютеранства. Кожен день розпочинався (о шостій ранку) та завершувався (о десятій вечора) молитвою.

## Викладачі та вихованки інституту
На час заснування у 1838 році, в місті вже діяла I чоловіча гімназія, Духовна академія та Університет, природно, що викладачами нового закладу запросили педагогів з наявних. Найвідомішими постатями серед них були Микола Костомаров, Олексій Ставровський, Віталій Шульгин, Микола Бунге, Микола Лисенко, Йосип Витвицький, Старіон Ходецький, Франц Мезер, Георгій Шлейфер, Микола Іванишев, Іван Палієнко.
У різний час в інституті навчались :  Королева Наталена Андріанівна; оперні співачки Ольга  Арсеньєва, Надія  Забіла-Врубель, Є. Рафалович; актриси Любов  Гаккебуш, Любов Добржанська, Ганна  Затиркевич-Карпінська; вчена Марія Павлова, Олена Пчілка.
Життя та переживання вихованок інституту зобразив Іван Нечуй-Левицький у повісті «Хмари».
З цим закладом пов'язаний сюжет оповідання Олександра Купріна «Наталя Давидівна».
Історія закладу відома з розвідок його інспектора М. М. Захарченка.